# Beat on the Brat
Beat on the Brat — песня панк-рок-группы Ramones, вошедшая вторым треком на их дебютный лонгплей, первый в истории панк-рок-альбом «Ramones» (1976).
Песня основана на ярком риффе, состоящим из двух аккордов и повторяющемся во вступлении. Смена аккордов, по словам Джоуи Рамона, была основана на приёмах бабблгам-поп-песен. Весь текст песни состоит из нескольких строчек. Ди Ди Рамон утверждал, что текст песни основан на реальной истории: «Джоуи увидел мать, бегущую за сыном с бейсбольной битой в руке, и написал песню об этом». В другом интервью Джоуи Рамон утверждал, что написал песню о «хулиганах из Квинс».
В 2003 году песня была перепета U2 для трибьют-альбома We're a Happy Family: A Tribute to Ramones. Она также вошла на саундтрек фильма «Билли Мэдисон».